# 942 TCN
942 TCN là một năm trong lịch La Mã.